# Klasika (cyklistika)
Klasika je označení jednodenního závodu v silniční cyklistice. Název pochází od toho, že se jezdí každoročně ve zhruba stejné době a po zhruba stejné trati. Pětice nejznámějších klasik, tzv. Monumenty, má vesměs tradici delší než sto let.

## Monumenty
- Milán - San Remo – zvaná La Primavera (Jaro), od roku 1907
- Kolem Flander – zvaná Vlaanderens mooiste (Flanderská nejjemnější), od roku 1913
- Paříž - Roubaix – zvaná l'Enfer du Nord (Peklo Severu), od roku 1896
- Lutych-Bastogne-Lutych – zvaná La Doyenne (Nejstarší), od roku 1892
- Giro di Lombardia – zvaná La classica delle foglie morte (Závod padajícího listí), od roku 1905

Další důležité klasiky jsou Amstel Gold Race, Valonský šíp (oba tvoří společně se závodem Lutych-Bastogne-Lutych trojici takzvaných Ardenských klasik), Grand Prix d'Ouverture La Marseillaise, Omloop Het Nieuwsblad, Paříž-Tours, Clásica de San Sebastián a Milán-Turín. Nejdelší klasikou byl závod Paříž-Bordeaux, dlouhý okolo 560 km, který se jezdil v letech 1891-1988. 
Klasiky jsou jezdecky velmi náročné, protože nedávají šanci k taktizování a šetření sil. Navíc se jezdí na starých cestách, mnohdy ještě s kostkovým povrchem, a většinou na začátku nebo na konci cyklistické sezóny, kdy bývá počasí proměnlivé a může závodníkům jízdu velmi znepříjemnit. V letech 1989 až 2004 byly klasiky součástí Světového poháru v cyklistice.